# Мадагаскарска златна жаба
Мадагаскарските златни жаби (Mantella madagascariensis) са вид земноводни от семейство Мадагаскарски жаби (Mantellidae).
Срещат се по източното крайбрежие на Мадагаскар.
Таксонът е описан за пръв път от Алфред Грандиде през 1872 година.